# 特別養護老人ホーム汚職事件
特別養護老人ホーム汚職事件（とくべつようごろうじんホームおしょくじけん）とは、1996年に発覚した日本の厚生省官僚による汚職事件。

## 概要
岡光序治・厚生省老人保健福祉部長（後に厚生事務次官）とC・埼玉県高齢者福祉課長（厚生省から出向、同省元年金局企画課長補佐）が特別養護老人ホームへの補助金交付に便宜を図った見返りに、複数の社会福祉法人を運営するK・彩（あや）福祉グループ代表から賄賂を受け取った贈収賄事件である。戦後中央省庁事務次官経験者が実刑判決確定に至った初めての汚職事件であった。
1996年11月18日、警視庁捜査二課は、Cが埼玉県高齢者福祉課長当時、Kから現金1000万円を受け取ったとして、Cを収賄容疑、Kを贈賄容疑で逮捕した。Cは同年10月の第41回衆議院議員総選挙に埼玉県第6区から立候補するため、逮捕時既に厚生省を退官していた。KはCを通じて政界に力を得ようとし、資金提供など彩福祉グループがCを全面支援。同選挙区において自由民主党の公認を争っていた元上尾市議会議長の浅野目義英（後に立憲民主党埼玉県議会議員）を退け、Cが自民党公認候補となったが、選挙では比例復活もならず落選した（浅野目は出馬を断念。Cの不分明な公認決定過程に対し不信感を表明したため自民党を除名され、民主党に入党した）。もともとKは玉置和郎・元自民党参議院議員の秘書であった。秘書当時に岡光と知り合い、同省の内部事情に通じていた。Kは同省幹部と医療福祉政策を勉強すると称する研究会なるものを作って岡光を会長に据え、接待に精を出していた。同省に人脈を広げたKは、1987年に玉置が死去し秘書を辞した後病院経営に乗り出した。更に1990年2月の第39回衆議院議員総選挙に埼玉県第5区から立候補し政界進出をも狙ったが、自民党の公認を得られず落選している。
岡光はKの医療事業支援のため、1992年、部下のCを埼玉県に出向させた。しかしKの病院経営は1993年に破綻した。岡光は老人保健福祉部長だった1989年、「高齢者保健福祉推進10カ年戦略（ゴールドプラン）」を立案しており、Kに多額の補助金や低金利の融資が受けられる特別養護老人ホームの経営に進出するよう助言した。Kは岡光から有利な情報を事前に聞き出し、福祉事業を展開していった。Kの社会福祉法人設立申請は早々かつ次々に認可され、埼玉県と山形県の合計8カ所に特別養護老人ホームを開設。施設の建設もKが経営するジェイ・ダブリュー・エム株式会社が独占していた。
CとKの逮捕と同日の1996年11月18日付『朝日新聞』は、同年8月に厚生事務次官に就任した岡光が老人保健福祉部長在職時、Kからゴルフ会員権などを受け取っていた、と報道。翌19日、岡光は事務次官を辞任。同年12月4日、警視庁捜査二課は岡光を収賄容疑で逮捕。Kを贈賄容疑で再逮捕した。事務次官経験者の逮捕は、リクルート事件で高石邦男・文部事務次官と加藤孝・労働事務次官が東京地方検察庁特捜部に摘発されて以来、戦後3人目のことであった。本件は収賄側が贈賄側に公然と賄賂を要求するという異例の事案であった。岡光とその妻はKにたびたび利益供与を求めていた。岡光はKから現金6000万円を厚生省官房長室で受け取るという大胆な犯行に及んだほか、350万円相当の乗用車の3年間無償提供、1600万円相当のゴルフ会員権、海外旅行接待など様々な賄賂を受けていた。岡光の妻は彩福祉グループの社会福祉法人において理事に名を連ね、報酬を得ていた。妻も乗用車の提供を受けており、気に入らない車であれば別の車に取り替えさせていたほか、マンション購入資金や改築費まで出させていた、と報じられ、「おねだり妻」という新語が生まれるほどその無法ぶりが話題となった。またKは厚生省幹部と料亭で頻繁に酒宴を催すなどしており、岡光とCのほかにも厚生省幹部多数がKからゴルフや飲食などの接待を受けていたことが明らかとなった。このうちW審議官がKから現金100万円を受け取っていたとして懲戒免職、このほか15人の厚生省幹部が処分を受けた。
岡光、C、Kはいずれも起訴された。一審初公判では3人とも起訴事実を認めたが、岡光は公判途中で一転してKへの便宜供与を否定した。1998年6月、東京地方裁判所は岡光に懲役2年、追徴金6369万円、またKに懲役1年6カ月、追徴金200万円のいずれも実刑判決を言い渡した。またCに懲役1年6月、執行猶予4年、追徴金1122万円の有罪判決を言い渡した。Cは控訴せず有罪確定。岡光とKは判決を不服として控訴するも、2000年11月、東京高等裁判所は一審判決を支持し両名の控訴を棄却。両名とも上告した。岡光は上告中の2002年9月、「これは『弁解』の書ではない」と銘打った弁解の書『官僚転落―厚生官僚の栄光と挫折』（廣済堂出版、ISBN 4331509249）を著した。2003年6月4日、最高裁判所は両名の上告を棄却し、刑が確定した。岡光とKは同月収監され、2004年に出所した。岡光夫妻は事件後離婚している。また埼玉県の住民らが、Kとジェイ・ダブリュー・エム株式会社に対し、県から補助金を不正に受け取ったとして約19億4500万円の県への返還を求めた住民代位訴訟を起こし、さいたま地方裁判所は2006年3月22日、Kに約4億1410万円、ジェイ・ダブリュー・エム株式会社に約4億8700万円の支払いを命じる判決を言い渡した。

## 特筆事項
- 警視庁が2014年に実施したアンケート調査「みんなで選ぶ警視庁140年の十大事件」 で第93位にランク・インした[9]。